# Élections législatives mongoles de 2016
Les élections législatives mongoles de 2016 se tiennent le 29 juin 2016 pour élire les 76 députés du Grand Khoural d'État.

## Système électoral
Le scrutin a lieu dans le cadre d'une nouvelle loi électorale. Lors du scrutin précèdent en 2012, les 76 sièges du Grand Khoural d’État étaient pourvus pour quatre ans selon un mode de scrutin parallèle. Sur ce total, 48 sièges étaient pourvus via une forme modifiée du scrutin uninominal majoritaire à un tour dans autant de circonscriptions. Le candidat arrivé en tête est déclaré élu à la condition d'avoir recueilli au moins 28 % des votes valides, avec un quorum de participation d'au moins 50 % des inscrits. À défaut, une nouvelle élection est organisée dans la circonscription. 
Les 28 sièges restants étaient quant à eux pourvus au scrutin proportionnel plurinominal dans une seule circonscription nationale avec listes bloquées et seuil électoral de 5 %.
Le 5 mai 2016, néanmoins, une nouvelle loi électorale est votée. Celle ci supprime la part de sièges à la proportionnelle. L'intégralité des 76 sièges sont désormais pourvus au scrutin uninominal majoritaire à un tour dans autant de circonscriptions, selon les mêmes conditions que pour les 48 sièges précédents.

## Résultats
Les élections sont largement remportées par l'opposition, le Parti du peuple mongol obtenant 65 sièges sur 76 contre seulement 9 pour le Parti démocrate du Premier ministre sortant.
|                        |                                        |           |       |        |               |  |  |  |  |
| Partis                 | Partis                                 | Votes     | %     | Sièges | +/–           |  |  |  |  |
|                        | Parti du peuple mongol                 | 636 138   | 45,12 | 65     | 39            |  |  |  |  |
|                        | Parti démocrate                        | 467 191   | 33,14 | 9      | 25            |  |  |  |  |
|                        | Parti révolutionnaire du peuple mongol | 112 850   | 8,00  | 1      | 10            |  |  |  |  |
|                        | Unité et souveraineté                  | 35 394    | 2,51  | 0      | en stagnation |  |  |  |  |
|                        | Parti républicain                      | 23 118    | 1,64  | 0      | en stagnation |  |  |  |  |
|                        | Mouvement civil                        | 12 264    | 0,87  | 0      | en stagnation |  |  |  |  |
|                        | Parti uni des patriotes                | 11 826    | 0,84  | 0      | en stagnation |  |  |  |  |
|                        | Volonté civile - Parti Vert            | 6 568     | 0,47  | 0      | 2             |  |  |  |  |
|                        | Autres partis (7)                      | 19 905    | 1,42  | 0      | -             |  |  |  |  |
|                        | Indépendants                           | 67 220    | 4,83  | 1      | 2             |  |  |  |  |
|                        |                                        |           |       |        |               |  |  |  |  |
| Votes valides          | Votes valides                          | 1 396 069 | 98,26 |        |               |  |  |  |  |
| Votes blancs           | Votes blancs                           | 15 607    | 1,10  |        |               |  |  |  |  |
| Votes nuls             | Votes nuls                             | 9 129     | 0,64  |        |               |  |  |  |  |
| Total                  | Total                                  | 1 420 805 | 100   | 76     | en stagnation |  |  |  |  |
| Abstention             | Abstention                             | 491 076   | 25,65 |        |               |  |  |  |  |
| Inscrits/Participation | Inscrits/Participation                 | 1 911 047 | 74,35 |        |               |  |  |  |  |

## Conséquences
Seuls les partis représentés au Grand Khoural d'état pouvant soumettre des candidats au poste de président de la république mongole, l'Élection présidentielle mongole de 2017 voit s'affronter trois candidats.